# Chunerpeton
Chunerpeton tianyiensis
Genre
Espèce
Chunerpeton est un genre éteint d'amphibiens urodèles (salamandres) ayant vécu au Jurassique en Chine.
Les restes fossiles de Chunerpeton ont été collectés sur plusieurs sites fossilifères de la formation géologique de Tiaojishan dans différentes régions du nord-est de la Chine, Liaoning, xian autonome mandchou de Qinglong de la province du Hebei et Mongolie-Intérieure. Cette formation géologique est datée de la fin du Jurassique moyen et du Jurassique supérieur,.
Une seule espèce est rattachée au genre : Chunerpeton tianyiensis, décrite en 2003 par Ke-Qin Gao et Neil H. Shubin.

## Description

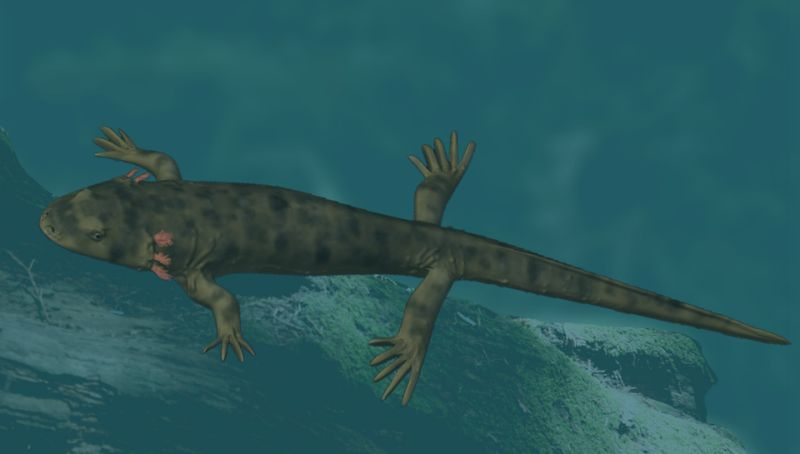
Vue d'artiste de Chunerpeton tianyiensis.

Chunerpeton est connu par des centaines de spécimens. Ils sont fossilisés dans des couches de cendres volcaniques déposées au fond de lacs. Ce mode de fossilisation a permis la préservation de squelettes complets mais aussi de tissus mous.
C'est un animal d'une longueur d'une vingtaine de centimètres avec un crâne très fenestré (possédant de nombreuses fenestrae ou ouvertures qui allègent sa masse), des paires de membres antérieurs et postérieures très similaires, une caractéristique des urodèles et une longue queue. Il ressemblait aux salamandres modernes. 

## Paléobiologie et paléoenvironnement
Les branchies de Chunerpeton sont connues par leurs structures osseuses (denticules branchiaux), mais aussi grâce à la qualité des fossiles d'adultes, par leurs branchies elles-mêmes qui paraissent externes et indiqueraient une vie aquatique.
Il vivait avec d'autres salamandres primitives, des cryptobranchoïdes, Jeholotriton paradoxus, Liaoxitriton daohugouensis, Pangerpeton sinensis, et le salamandroïde Beiyanerpeton jianpingensis.

## Classification
Chunerpeton est un urodèle rattaché au clade des cryptobranchoïdes,.